# Trisobo
Trisobo is een bestuurslaag in het regentschap Kendal van de provincie Midden-Java, Indonesië. Trisobo telt 2357 inwoners (volkstelling 2010).